# 菲爾布里克米爾 (加利福尼亞州)
菲爾布里克米爾（英語：Philbrick Mill）是位於美國加利福尼亞州門多西諾縣的一個非建制地區。該地的面積和人口皆未知。

## 地理
菲爾布里克米爾的座標為39°04′56″N 123°29′43″W / 39.08222°N 123.49528°W，而該地的平均海拔高度為146米（即479英尺）。